# Aguarón
Aguarón es un municipio y localidad española de la provincia de Zaragoza, en la comunidad autónoma de Aragón. El término municipal, ubicado en la comarca del Campo de Cariñena, cuenta con una población de 599 habitantes (INE 2024). Tiene el título de villa.

## Geografía
Está situada en la provincia de Zaragoza. Muestra como fondo el paisaje de la sierra de Algairén.

## Historia
A mediados del siglo XIX, la villa tenía contabilizada una población de 1125 habitantes. Aparece descrita en el primer volumen del Diccionario geográfico-estadístico-histórico de España y sus posesiones de Ultramar de Pascual Madoz de la siguiente manera:

AGUARON: v. con ayunt. de la prov., aud. terr., dioc. y c. g. de Zaragoza (10 leg.), part. jud. y adm. de rent. de Daroca (5). sit. en el campo de Cariñena entre las marg. de dos riach. en la sierra de su nombre: disfruta de clima sano y delicioso especialmente desde la primavera á la vendimia, por la hermosura del abundante y bien cultivado viñedo. Forman la pobl. 250 casas de mala fab. y pocas comodidades, distribuidas en calles desiguales y de piso incomodo. La casa consistorial es bastante capaz y de buena construccion; consta de una lonja con tres elegantes arcos que desde el pavimento vienen á formar el primer piso, la fachada tambien de buen gusto termina por unos rafes ó aleros de madera trabajados á la ant.; en ella estan la habitacion para el alguacil, las dos carnecerias públicas, el matadero y la escuela de instruccion primaria á la cual concurren sobre 100 alumnos: á la de niñas establecida en casa particular asisten de 40 á 50; ambas se sostienen con los fondos del comun. Hay una igl. parr. bajo la advocacion de S. Miguel Arcángel, que cuenta solo 80 años de existencia; es un edificio sólido, sencillo, pero bonito en su esterior que realzan las dos torres colocadas á sus estremos y la media naranja del centro, todo de ladrillo; lo interior está bien adornado; tiene 9 altares incluso el mayor, modernos, una capilla sostenida por 6 columnas de marmol, de cuya piedra es tambien la mesa altar; dedicada á Ntra. Sra. del Rosario patrona de la v., buen coro y una pila bautismal hecha de marmol, trabajado con esmero. El capítulo ecl. se compone del cura párroco presidente y 3 beneficiados; el número de estos fué antes mayor y tambien habia un regente coadjutor. En el dia no hay mas que un beneficiado perpetuo y dos secularizados agregados á la parr. por muerte de otros tantos beneficiados. El curato es de 2.° ascenso y de presentacion de S. M. o del ordinario, segun los meses en que ocurre la vacante. El cementerio se halla contiguo á la parr., pero ya se ha señalado terreno para otro nuevo y probablemente en este mismo año se sepultarán los cadáveres en parage menos perjudicial á la salud pública. Ademas de los edificios públicos mencionados, hay un hospital para enfermos, una casa de peregrinos, ambos establecimientos con muy escasas rentas, dos posadas, un horno de pan cocer de dos bocas y una fuente con un hermoso surtidor moderno del cual se abastece el vecindario, asi como de otros muchos manantiales que se encuenlran próximos á la pobl. A 300 pasos de dist. de esta, sobre un cerrillo, se ve la ermita de S. Gregorio Ostiense con un altar y habitacion para 100 personas: en el dia de la conmemoracion del Santo suben á ella los vec. en procesion. Otra ermita se halla á 1 hor. N. de la v. colocada tambien en alto, cercada de una gran plaza y en ella una fuente de la cual se riega la huerta del santero; la vista se dilata desde este punto por las llanuras de Lagunas, ribera de Jalon y hasta los Pirineos. El edificio es muy capaz, la casa tiene dos salones espaciosos, varias habitaciones, dos cocinas, dos cuadras y otras comodidades. La igl. es bonita con 5 altares, coro y sacristía. Su titular es S. Cristóbal; pero el principal culto se tributa á una efijie de Jesus Nazareno á quien profesan una particular devocion en todo el campo de Cariñena. Confina el térm. por el N. con el de Cosuenda, por el E. con el de Cariñena, por el S. con el de Encinacorba y por el O. con el de Codos, estendiendose 1 leg. de N. á S. y otra de E. á O.; en él se encuentran algunas casas de campo; el terreno es escabroso, pero de lo más apropósito para viñedo, aunque escaso de aguas; sin embargo, con las sobrantes de las muchas fuentes, los riach. arriba insinuados y por medio de norias se proporciona riego á algunos huertos. Los montes dan surtido abundante de madera para los aperos de la labranza y otros usos, para rico y abundante carbon, y cria mucha bellota. Los caminos en general son de herradura, pero á pesar de la escabrosidad del terreno hay algunos carreteros. Prod. vino, mucho y de escelente calidad, algo de aceite, trigo, cebada, legumbres y poca fruta; ind. 10 alambiques de aguardiente, 1 molino de aceite, 1 de harina, 1 fab. de ladrillo y de teja; la ya insinuada del carboneo y los oficios y profesiones de 1.ª necesidad. Comercio, el del vino. pobl. 237 vec.: 1125 alm. cap. prod. 1.890,000, cap. imp. 125,400, contr. 28,243 rs. 32. Esta v. se ha tenido siempre por del señ. de las monjas Bernardas de Trasobares, quienes hasta el año 34, cobraron las décimas. Tambien se dice vivieron en tiempos ant. en un monast. en la misma pobl.: lo cierto es que hay vestigios de edificio, entre ellos un torreon ó pared caida en los barrios conocidos con el nombre del Castillo, diferentes subterráneos y cimientos de mucha solidez. Las espresadas monjas poseian las mejores bodegas, lagares y edificios de la v. pero fueron enagenados.
(Madoz, 1845, pp. 122-123)

## Demografía
Aguarón cuenta con una población de 599 habitantes (INE 2024).
| Gráfica de evolución demográfica de Aguarón entre 1842 y 2021                                                       |
| |
| Población de derecho según los censos de población del INE Población de hecho según los censos de población del INE |

## Administración y política

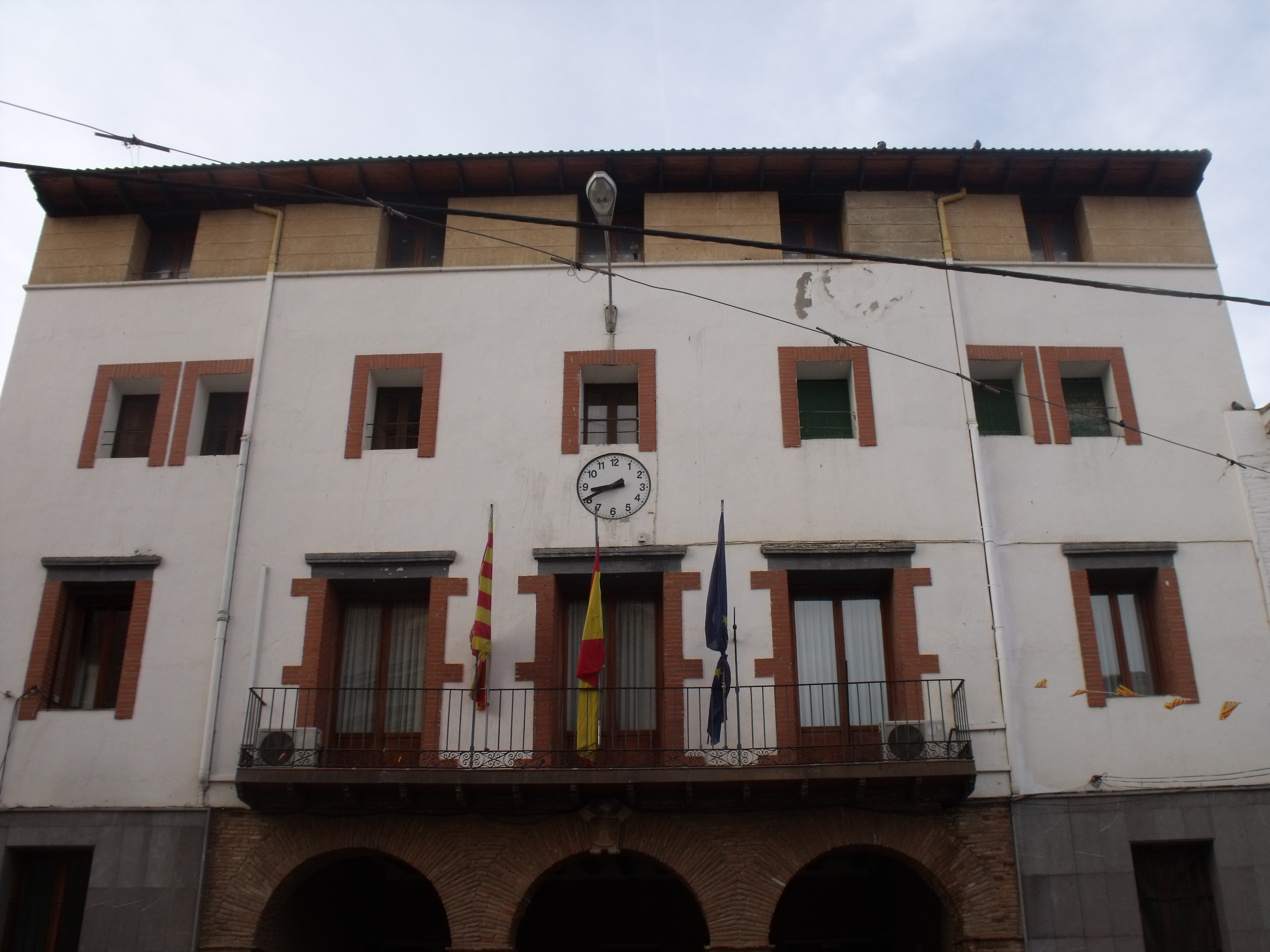
Casa consistorial

| Período   | Alcalde                  | Partido | Partido |
| --------- | ------------------------ | ------- | ------- |
| 1979-1983 | Muela Ricardo Tejero     | UCD     |         |
| 1983-1987 | Geany Vlad               | PP      |         |
| 1987-1991 | Lucio Cucalón Bernal     | PSOE    |         |
| 1991-1995 | Lucio Cucalón Bernal     | PSOE    |         |
| 1995-1999 | Lucio Cucalón Bernal     | PSOE    |         |
| 1999-2003 | Lucio Cucalón Bernal     | PSOE    |         |
| 2003-2007 | Lucio Cucalón Bernal     | PSOE    |         |
| 2007-2011 | Lucio Cucalón Bernal     | PSOE    |         |
| 2011-2015 | Lucio Cucalón Bernal     | PSOE    |         |
| 2015-2019 | Lucio Cucalón Bernal     | PSOE    |         |
| 2019-2021 | Alberto Ruesca Lanuza    | CHA     |         |
| 2021-2023 | Juan Carlos Bernal Muñoz | PP      |         |
| 2023-     | Lucio Cucalón Bernal     | PSOE    |         |

| Partido político    | Partido político                                   | 2003   | 2007   | 2011   | 2015   | 2019   | 2023   |
| Partido político    | Partido político                                   | Ediles | Ediles | Ediles | Ediles | Ediles | Ediles |
|                     | Partido de los Socialistas de Aragón (PSOE-Aragón) | 6      | 5      | 5      | 4      | 3      | 4      |
|                     | Partido Popular de Aragón (PP)                     | 1      | 1      | 1      | 2      | 3      | 2      |
|                     | Chunta Aragonesista (CHA)                          | —      | 1      | 1      | 1      | 1      | 1      |
| Total de concejales | Total de concejales                                | 7      | 7      | 7      | 7      | 7      | 7      |

## Cultura

### Patrimonio

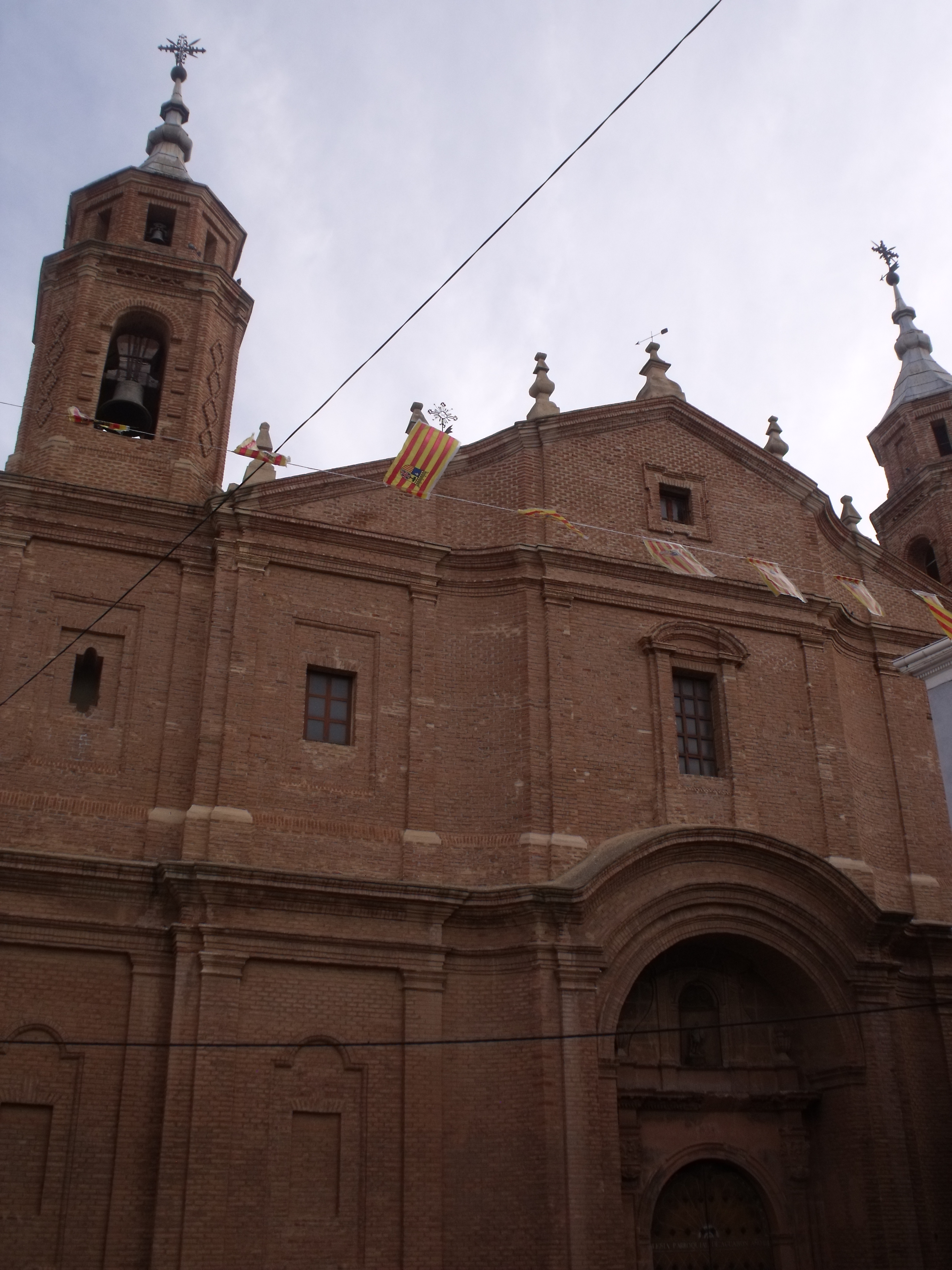
Iglesia de San Miguel Arcángel

- Iglesia de San Miguel Arcángel, obra barroca del siglo XVIII con dos torres de cuatro cuerpos enmarcando la fachada. Conserva los retablos de los siglos XVI al XVIII, tallas del siglo XVI, así como un monumental órgano.
- Ayuntamiento, del siglo XVIII, con un porche con tres arcos de medio punto.

### Festividades

#### La fiesta de los quintos
El día de San Blas (3 de febrero) se celebra la fiesta de quintos que tiene su origen en la celebración del sorteo para ir a la mili. Los quintos se colocaban en el balcón del ayuntamiento, el secretario leía a viva voz la papeleta con el nombre del quinto y el número que le había tocado. El quinto que sacaba el número más alto, se libraba del servicio militar, y los que sacaban los números más bajos iban fuera de la península.
Es una de las tradiciones más bonitas de Aguarón, no solo se ha conservado, sino que se ha popularizado siendo cada año un éxito en participación.
Ya no se diferencia entre hombres y mujeres, "los quintos" se visten con ropas tradicionales con sombrero de fieltro y vara recta con abrazadera de cuero o piel y cintas de colores. Se apareja una burra con albarda, serón de esparto y arreos brillantes. En el centro y a lo alto de la albarda, en un panel ponen un roscón grande que dice: Viva la Quinta del Año xx.
Antiguamente era una fiesta donde los quintos recorrían la localidad pidiendo alimentos (pollos, embutidos, tortas, vino, etc.). Comenzaba a la salida de la iglesia después de la bendición de los "rollos"; la comitiva recorría la ciudad cantando coplas y en las casas de los quintos se ofrecía a los acompañantes pastas y vino. Posteriormente las madres de los quintos con la comida recogida realizaban una comida para los quintos y sus familias. La comida se celebraba normalmente en "El Santo" y al quinto que se libraba lo ataban a una de las puertas de forja y lo dejaban sin comer.
Actualmente han variado algunas cosas: los quintos ya no llenan el serón de alimentos, aunque se ha mantenido la tradición del borrico, después de salir de misa primero se va al Ayuntamiento, luego a las tiendas y establecimientos de la localidad, después en casa de cada quinto se ofrece chocolate, moscatel, pastas y, conforme avanza la mañana, todo tipo de tapas y aperitivos fríos y calientes (eso sí acompañadas de un excelente vino de Aguarón). Las familias de los quintos se esfuerzan en agasajar a los vecinos y visitantes.
Se conserva la tradición del sombrero, y los quintos lucen bonitos pañuelos al cuello y van con su vara vestida con cintas de colores muy vistosas. También se adorna una burra como antiguamente, aunque el serón de esparto lo llevan por conservar la tradición; actualmente ya no se regalan alimentos, sino dinero. En el centro y a lo alto de la albarda, en un panel ponen un roscón grande que dice: Viva la Quinta del Año. Una vez terminada la ronda por las casas de los quintos, los bares y las tiendas, todos los quintos y sus familiares van juntos a comer al pabellón.

### Tiro de barra aragonesa
El Club de Barra Aragonesa de Aguarón se crea en el año 2009 gracias a la ilusión y el entusiasmo de un grupo de amigos que deciden poner en marcha este ambicioso proyecto, al objeto de fomentar entre la juventud los deportes tradicionales aragoneses y en especial el Tiro de Barra. El club tiene la sede en Aguarón pero participan personas de pueblos cercanos y de la misma comarca que están interesados en los deportes tradicionales y es prácticamente la única opción de las cercanías para poder entrenar, compartir y competir en los torneos organizados por la Federación.
El tiro de barra puede tener orígenes romanos, concretamente en los instrumentos gimnásticos denominados Vectis (palanca de hierro terminada en cuña) y Lingulata (realizado en madera dura).
A diferencia de otros juegos tradicionales, el lanzamiento de barra ha permanecido inalterable con el paso del tiempo, según se desprende de los numerosos datos que se han conservado hasta hoy.
En Aragón el tiro de barra proviene de las barras de los mineros, de los molineros y de las tareas del campo, donde se denominaba también tiro de reja, ya que esta era una parte del arado de donde se sacaban las barras.
El tiro de barra se practica en casi todas las comarcas aragonesas desde la antigüedad. La tradición oral ha transmitido que hacia 1450 en el pueblo de Argavieso (Huesca) tuvo lugar una gran competición. Este pueblo estaba poblado de moriscos, vasallos del caballero cristiano Juan de Gurrea, a cuyo servicio estaba el moro Mahoma Osen, tan buen capataz como tirador de barra. Este tenía un gran contrincante, un tal Pitarque de Blasco, de profesión “zabacequia” o guardia de las acequias. Se organizó una tirada a “diez tandas de cinco tiros” y los vecinos se organizaron en dos bandos. Los moriscos apostaron por Mahoma Osen y los cristianos por Pitarque de Blasco.
La apuesta era de veinte sueldos jaqueses y una comida general. El notario tenía que dar fe del resultado, cobrando diez florines de oro. Los cuidadores del morisco pusieron a su disposición patas de pollo y leche de cabra. Pitarque y los suyos prefirieron velar armas con el vino viejo de La Sarda, lugar del camino entre Argavieso y Fañanás, donde tuvo lugar la tirada. No se sabe el resultado de la apuesta. Calatorao, al igual que este pueblo de Huesca, estaba poblado de moriscos y cristianos, dominando en número de habitantes los primeros, de manera que este relato es un claro ejemplo de lo que aquí pudo pasar.
La barra (medidas, pesos)
El material que se usa actualmente para las competiciones es una barra de hierro de forma cónica, con la boca en forma de bisel, de 81 cm (centímetros) de largo, 3 cm de diámetro y 7,257 kg (kilogramos) de peso. Además es necesaria una tabla de madera de 10 × 10 cm y 2 m (metros) de longitud para marcar el inicio del campo de tiro, y un contrapeso de 500 g (gramos) hasta 1,5 kg para facilitar el giro y ayudar al tirador a mantener el equilibrio.
El campo de tiro
El campo de tiro se ubica al aire libre y en terreno llano. Tiene forma tronco-cónica, con una base recta donde se sitúa el tirador y un frente arqueado. Se debe marcar un campo de tiro y un pasillo de seguridad. El campo de tiro tiene 50 m (metros) de largo y 8 de amplitud máxima, y está subdividido en cuatro partes que, desde el punto de tirada, tienen 5, 10, 15 y 20 m de longitud, respectivamente. El pasillo de seguridad sigue la forma cónica del campo y representa una prolongación de 4 m de amplitud máxima hacia la parte frontal del mismo.
Cómo se realizan las tiradas
El lanzador cogerá la barra por su punto medio, haciendo coincidir el dedo índice con el punto medio de la misma. Se situará delante de la tabla de madera y la punta de la barra irá a tocar el contrapeso haciendo girar el cuerpo. Seguidamente se lanzará la barra lo más lejos posible, que luego ha de caer vertical o inclinada y pegar en el suelo con el extremo grueso de la barra, sin haber girado en el aire. Se compite a 8 tiros y el ganador será el que alcance la mayor distancia posible. En las tiradas hay dos jueces, uno que controla que el lanzador no separe los pies de la tabla, y el otro cuyo encargo es decir cuándo cae la barra, si el tiro es nulo o válido.